# Podocarpus beecherae
Podocarpus beecherae — дерево з родини хвойних Podocarpaceae. Місцевий ареал цього виду – пд.-сх. Нова Каледонія.